# Naliściak

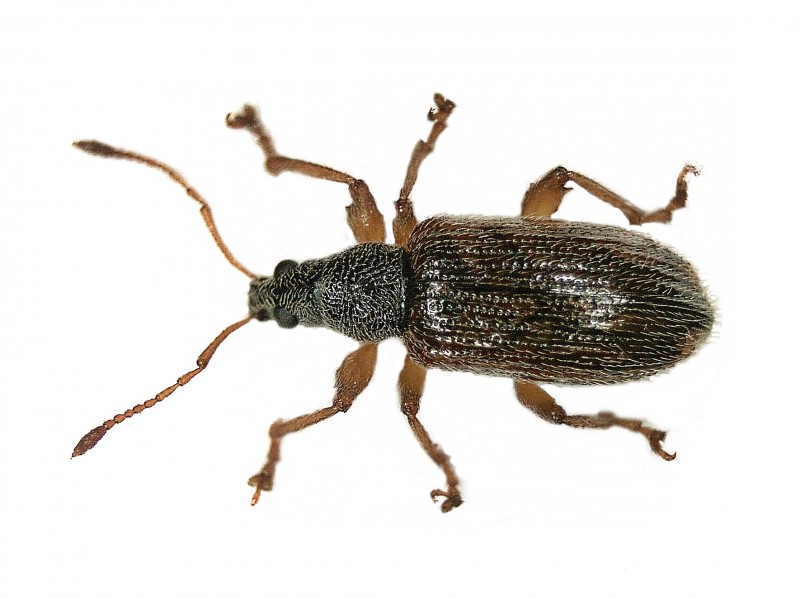
Naliściak pączkojad aberracji barwnej floricola

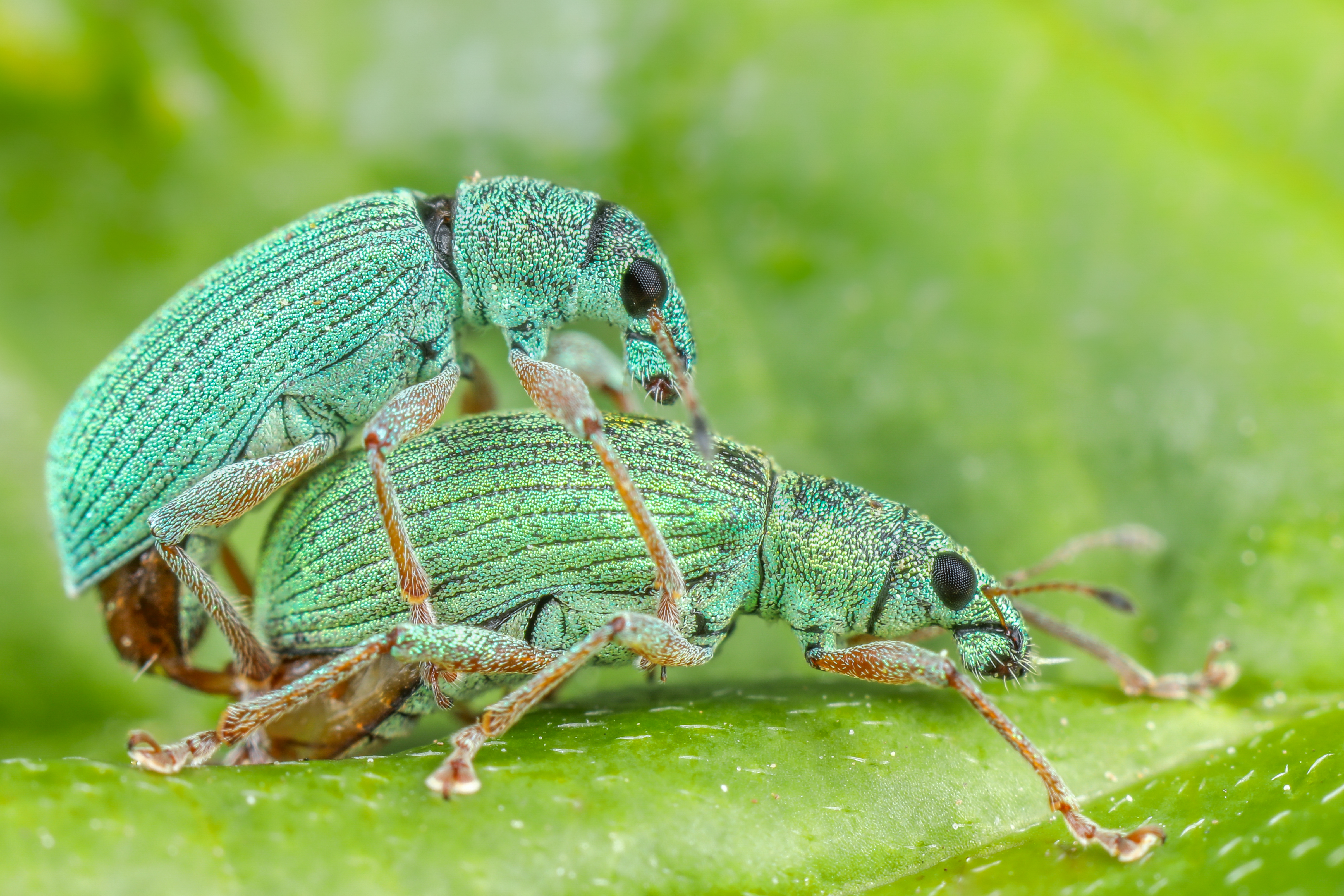
Kopulująca parka naliściaków srebrniaków

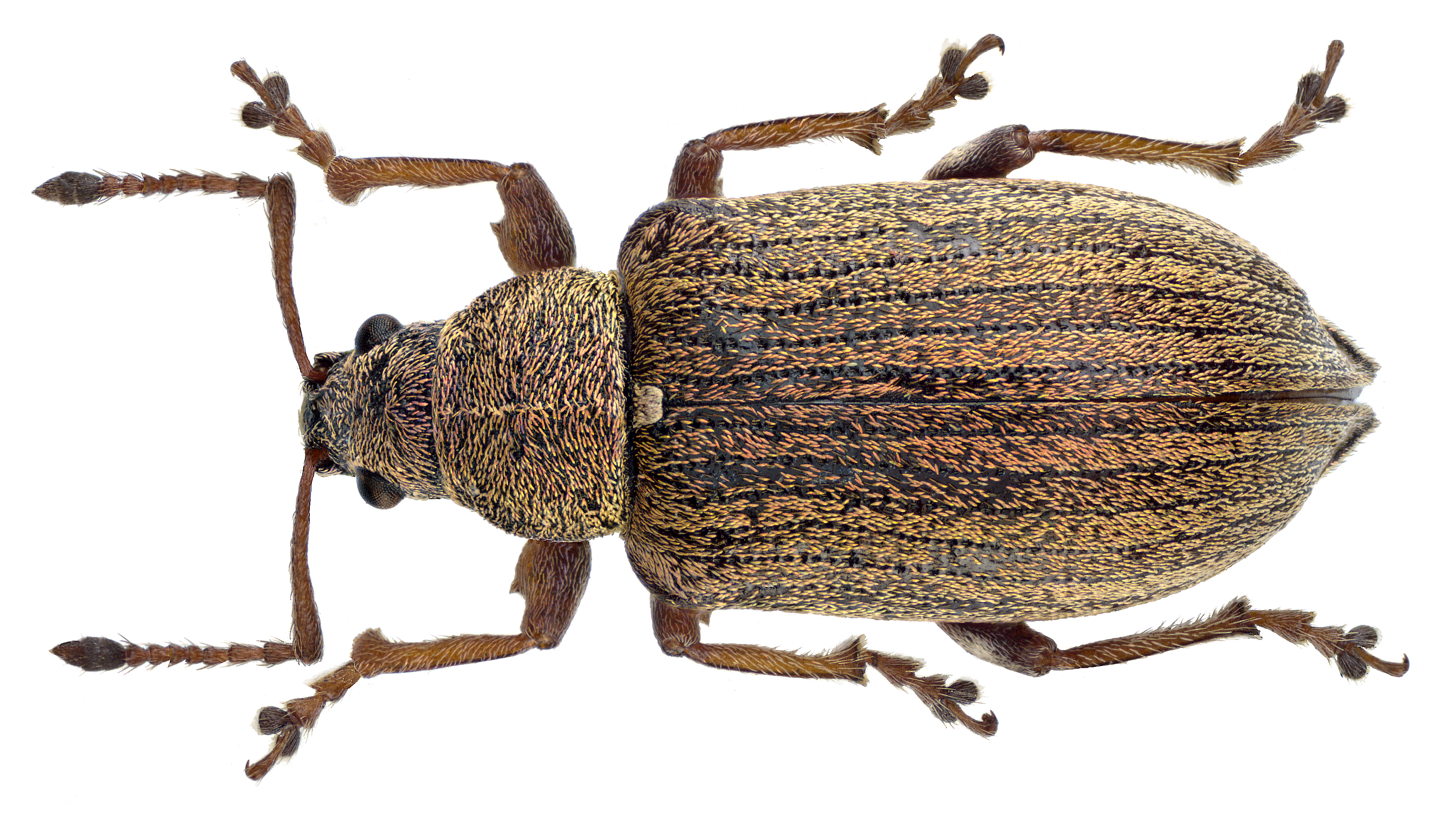
Naliściak gruszkowy

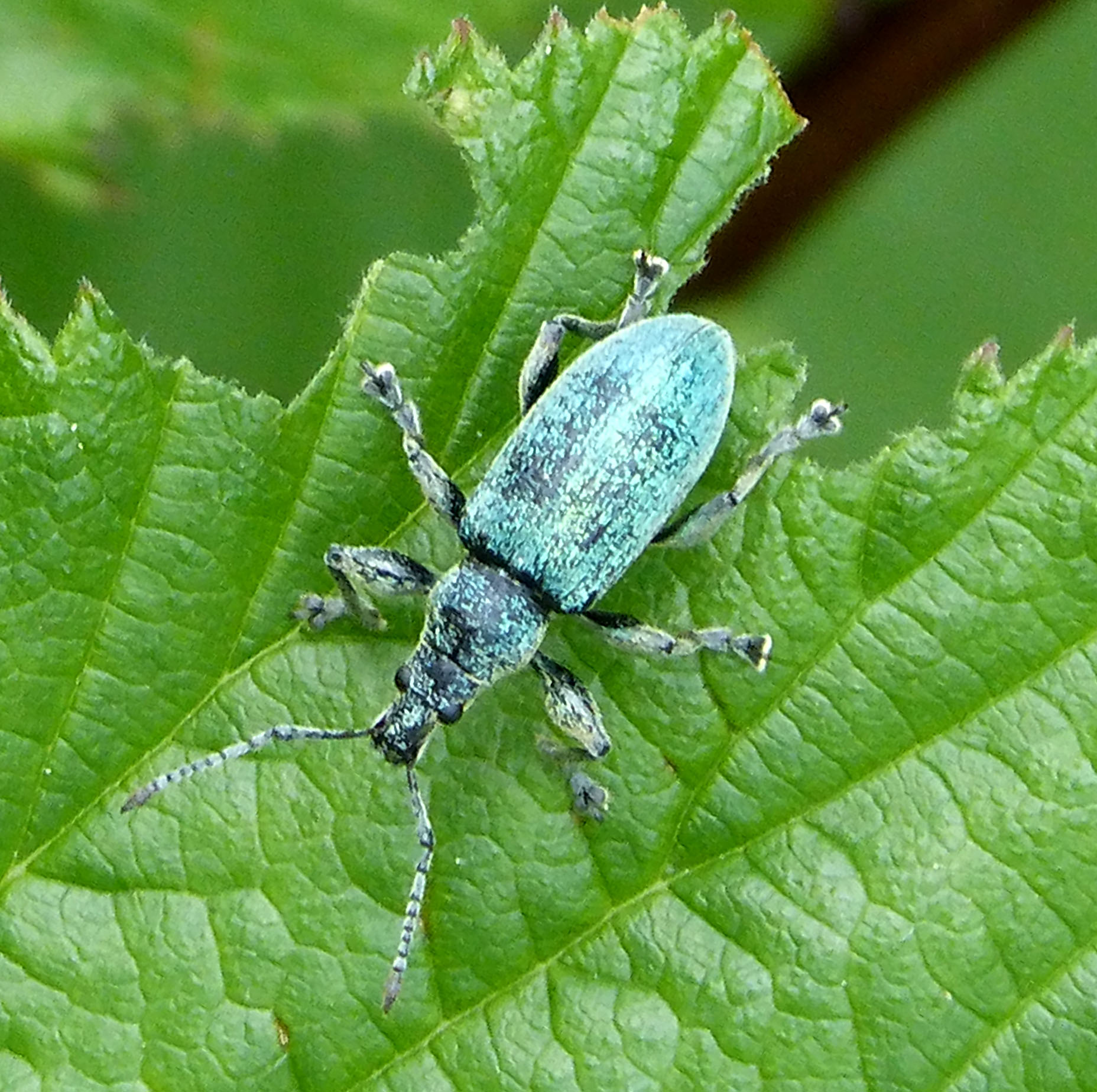
Naliściak pokrzywowiec

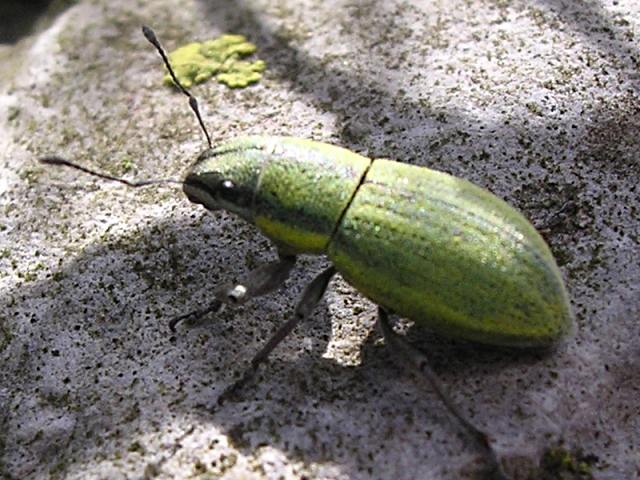
Naliściak mały

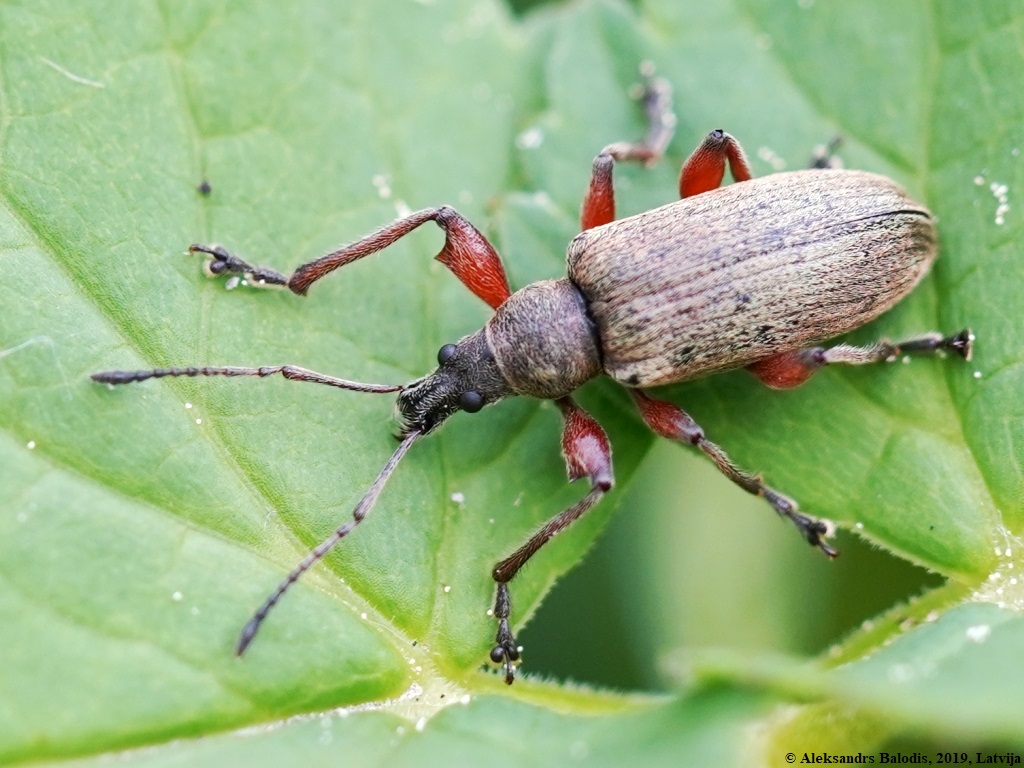
Naliściak truskawczak

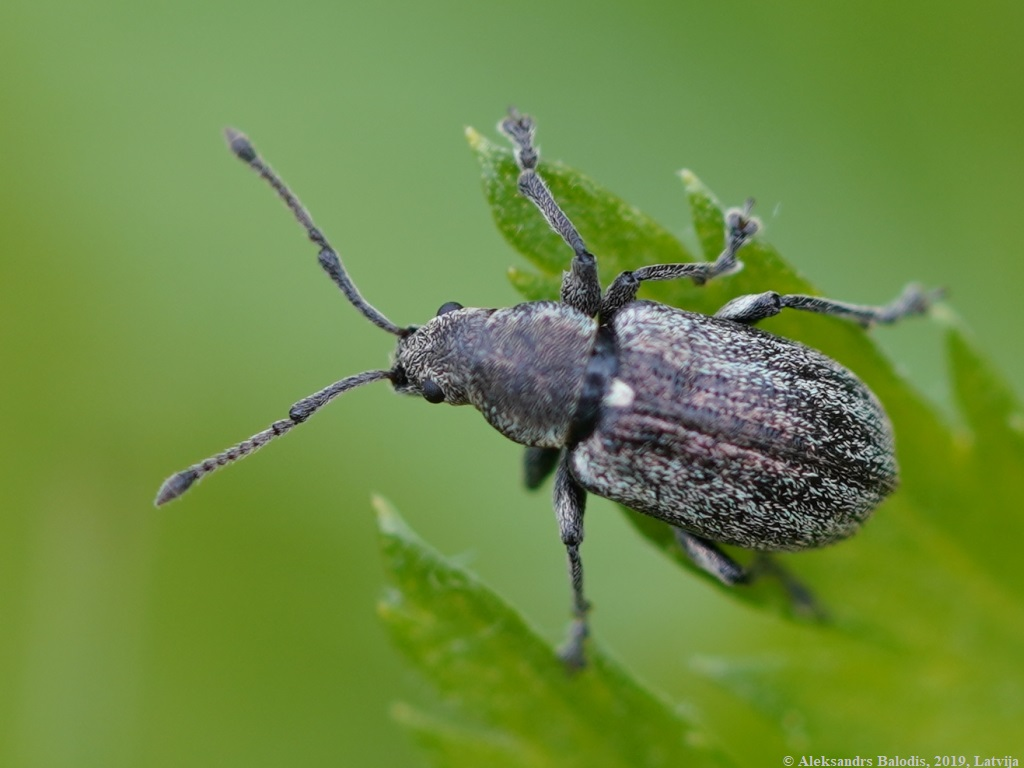
Phyllobius vespertinus

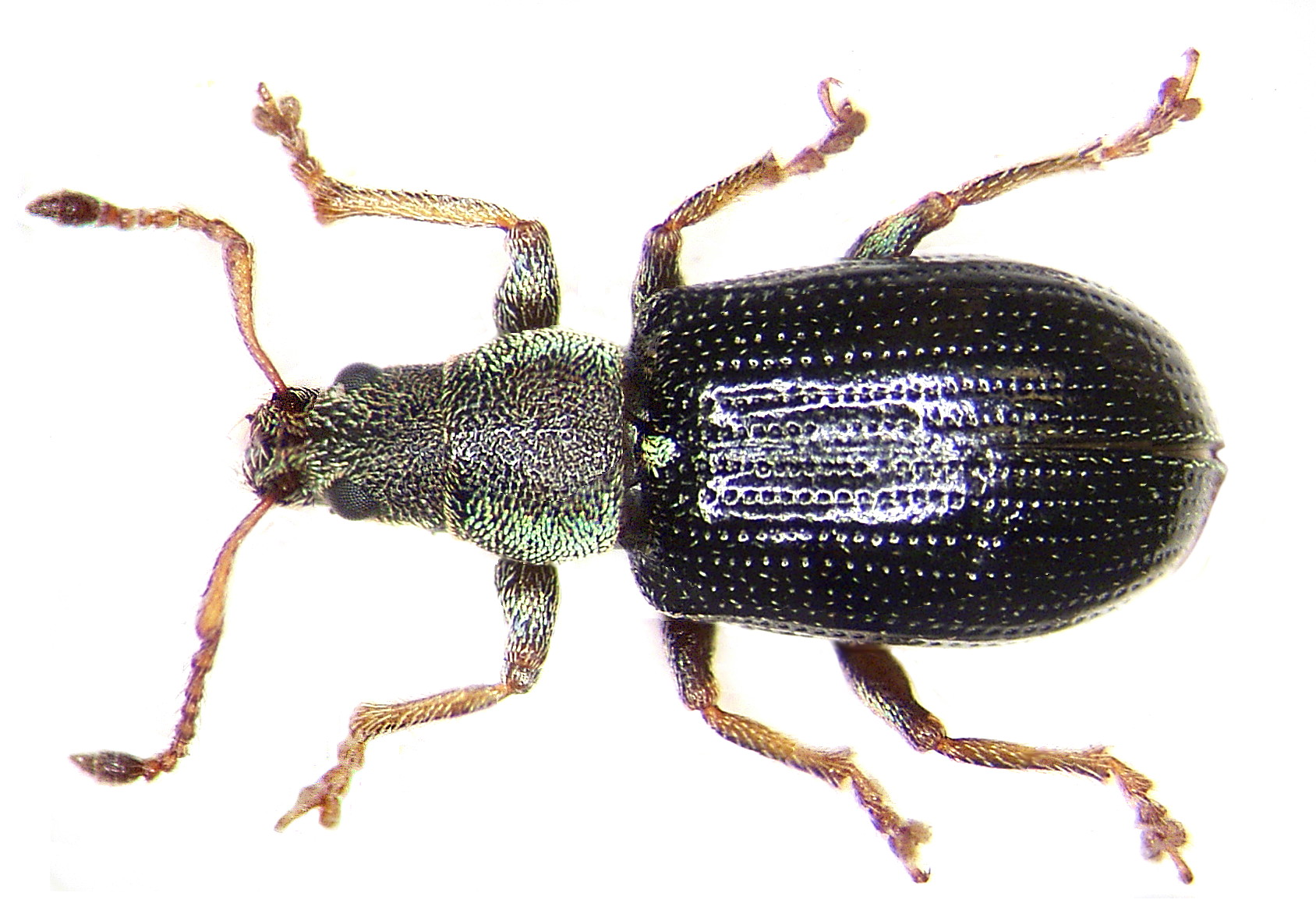
Phyllobius viridicollis

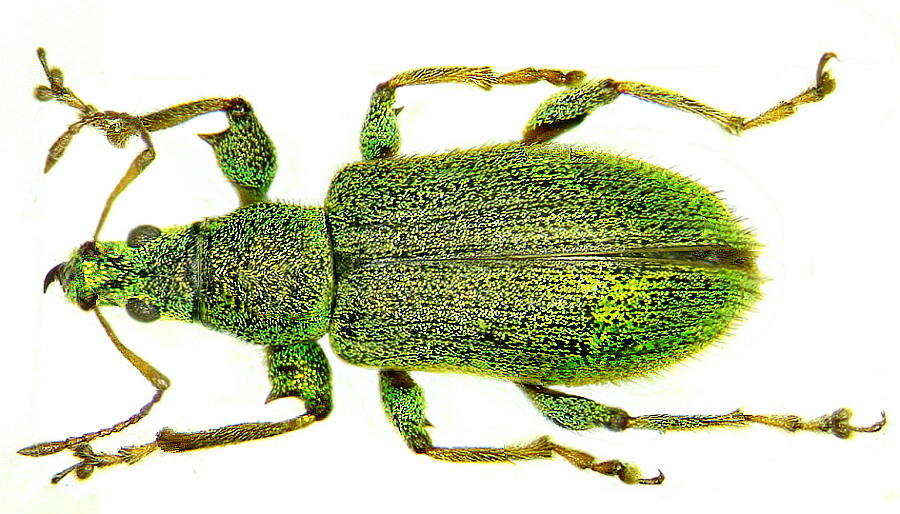
Naliściak drzewoszek

Naliściak (Phyllobius) – rodzaj chrząszczy z rodziny ryjkowcowatych i podrodziny Entiminae. Są polifagicznymi fitofagami. Postacie dorosłe żerują głównie na liściach, a larwy na korzeniach.

## Morfologia
Chrząszcze o ciele długości od 2,6 do 12 mm, porośniętym rozmaitych kształtów i kolorów łuskami lub przylegającym owłosieniem, a często jeszcze z wmieszanymi w powyższą okrywę odstającymi włoskami. Ryjek ich jest dość krótki, zwykle tak długi jak szeroki i niewiele węższy od głowy, o dołkach na czułki umieszczonych zwykle na górnej powierzchni, a jeśli na bokach to wtedy bardzo krótkich. Przedplecze często wykazuje dymorfizm płciowy, będąc większym i silniej wyokrąglonym po bokach u samców. Stosunkowo mocno wypukłe zlokalizowane są po bokach głowy. Pokrywy zwykle są wydłużone i szersze od przedplecza. Zawsze wyraźnie wykształcone barki pokryw odróżniają naliściaki od podobnych obryzgów (Polydrusus). Tylna para skrzydeł jest zawsze wykształcona. Odnóża mają stopy o zrośniętych pazurkach, a uda często wyposażone w ząbki (kolce). U samców odnóża dwóch początkowych par mają trochę szersze golenie, a te przedniej pary także grubsze.

## Ekologia i występowanie
Owady te występują w rozmaitych siedliskach. Zarówno postacie dorosłe jak i larwy są polifagicznymi fitofagami. Postacie dorosłe są aktywne za dnia i bytują głównie na roślinach żywicielskich. Żerują przede wszystkim na liściach (foliofagi), rzadziej także na pąkach, młodych pędach i miękkich owocach. Jaja zrzucane są na glebę, w której rozwój przechodzą larwy, żerując na korzeniach. Ostatnie stadium larwalne zimuje, po czym przepoczwarcza się na wiosnę w komorze uformowanej w glebie.
Takson głównie palearktyczny, ale np. naliściak pączkojad zawleczony został do nearktycznej Ameryki Północnej, gdzie stał się gatunkiem inwazyjnym. W Polsce stwierdzono 20 gatunków naliściaków, często trudnych do odróżnienia (zob. Entiminae Polski).

## Taksonomia
Rodzaj ten wprowadzony został w 1824 roku przez Carla Johana Schönherra w publikacji autorstwa Ernsta Friedricha Germara. Obejmuje około 180 opisanych gatunków. Jego klasyfikacja na podrodzaje zmieniała się na przestrzeni lat. Poniższy podział na podrodzaje podano za BioLib.cz:
- podrodzaj Phyllobius (Alsus) Motschulsky, 1845
  - Phyllobius brevis Gyllenahl, 1834
  - Phyllobius dispar L. Redtenbacher, 1849
  - Phyllobius emgei Stierlin, 1887
- podrodzaj Phyllobius (Dialetus) Reitter, 1916
  - Phyllobius argentatus (Linnaeus, 1758) – naliściak srebrniak, n. zielony
- podrodzaj Phyllobius (Ectomogaster) Apfelbeck, 1915
  - Phyllobius fulvago Gyllenhal, 1834
  - Phyllobius fulvagoides Reitter, 1885
  - Phyllobius insidiosus Pesarini, 1981
  - Phyllobius schatzmayri Pesarini, 1981
- podrodzaj Phyllobius (Italoscythropus) Pesarini, 1980
  - Phyllobius raverae A. Solari & F. Solari, 1904
- podrodzaj Phyllobius (Metaphyllobius) Smirnov, 1913
  - Phyllobius fessus Boheman, 1843
  - Phyllobius ganglbaueri Apfelbeck, 1916
  - Phyllobius glaucus (Scopoli, 1763) – naliściak truskawczak
  - Phyllobius jacobsoni Smirnov, 1913
  - Phyllobius noesskei Apfelbeck, 1916
  - Phyllobius pilicornis Desbrochers, 1873
  - Phyllobius pomaceus Gyllenhal, 1834 – naliściak pokrzywowiec
  - Phyllobius rochati Pesarini, 1981
  - Phyllobius valonensis Apfelbeck, 1916
- podrodzaj Phyllobius (Nanoschetus) Reitter, 1916
  - Phyllobius cylindricollis Gyllenhal, 1834
- podrodzaj Phyllobius (Nemoicus) Stephens, 1831
  - Phyllobius oblongus (Linnaeus, 1758) – naliściak pączkojad
- podrodzaj Phyllobius (Parnemoicus) Schilsky, 1911
  - Phyllobius roboretanus Gredler, 1882
  - Phyllobius subdentatus Boheman, 1843
  - Phyllobius viridicollis (Fabricius, 1792)
- podrodzaj Phyllobius (Phyllobius) Schönherr in Germar, 1824
  - Phyllobius alpinus Stierlin, 1859
  - Phyllobius arborator (Herbst, 1797) – naliściak drzewoszek
  - Phyllobius betulinus (Bechstein & Scharfenberg, 1805) – naliściak brzozowiak
  - Phyllobius brenskei Schilsky, 1911
  - Phyllobius bulgaricus Apfelbeck, 1916
  - Phyllobius emeryi Desbrochers, 1873
  - Phyllobius etruscus Desbrochers, 1873
  - Phyllobius euchromus Reitter, 1885
  - Phyllobius flecki Reitter, 1906
  - Phyllobius italicus Solari & Solari, 1903
  - Phyllobius korbi Schilsky, 1908
  - Phyllobius lateralis Reiche, 1857
  - Phyllobius leonisi Pic, 1902
  - Phyllobius longipilis Boheman, 1843
  - Phyllobius nudiamplus Reitter, 1916
  - Phyllobius pellitus Boheman, 1843
  - Phyllobius peneckei Solari, 1931
  - Phyllobius pilipes Desbrochers, 1873
  - Phyllobius pyri (Linnaeus, 1758) – naliściak gruszkowy
  - Phyllobius reicheidius Desbrochers, 1873
  - Phyllobius rhodopensis Apfelbeck, 1898
  - Phyllobius seladonius Brullé, 1832
  - Phyllobius squamosus C. Brisout, 1866
  - Phyllobius thalassinus Gyllenhal, 1834
  - Phyllobius transsylvanicus  Stierlin, 1894
  - Phyllobius tuberculifer Chevrolat, 1865
  - Phyllobius versipellis Apfelbeck, 1916
  - Phyllobius vespertinus (Fabricius, 1792)
  - Phyllobius xanthocnemus Kiesenwetter, 1852
- podrodzaj Phyllobius (Plagius) Desbrochers, 1873
  - Phyllobius insulanus Schilsky, 1911
  - Phyllobius montanus Miller, 1862
  - Phyllobius pallidus (Fabricius, 1792)
  - Phyllobius quercicola Apfelbeck, 1916
- podrodzaj Phyllobius (Pterygorrhynchus) Pesarini, 1969
  - Phyllobius achardi Desbrochers, 1873
  - Phyllobius aetolicus Apfelbeck, 1901
  - Phyllobius canus Gyllenhal, 1834
  - Phyllobius contemptus Schoenherr, 1832
  - Phyllobius crassipes Motschulsky, 1860
  - Phyllobius cupreoaureus Stierlin, 1861
  - Phyllobius haberhaueri Apfelbeck, 1916
  - Phyllobius maculicornis Germar, 1824 – naliściak nakrzewiak
  - Phyllobius meschniggi Solari, 1938
  - Phyllobius romanus Faust, 1890
- podrodzaj Phyllobius (Subphyllobius) Schilsky, 1911
  - Phyllobius vespertilio Faust, 1884
  - Phyllobius virideaeris (Laicharting, 1781) – naliściak mały

## Znaczenie gospodarcze
Przy masowych pojawach niektóre gatunki notowane są jako szkodniki w uprawach drzew i krzewów owocowych oraz ozdobnych. Zawleczony do Ameryki Północnej naliściak pączkojad stał się tam szkodnikiem upraw klonu cukrowego.